# Aloe divaricata
Aloe divaricata é uma espécie de liliopsida do gênero Aloe, pertencente à família Asphodelaceae.